# سیندرلا (فیلم ۱۹۹۴)
سیندرلا (انگلیسی: Cinderella) فیلمی در ژانر فانتزی و ماجرایی است که در سال ۱۹۹۴ منتشر شد.